# Iridopsis hypsinephes
Iridopsis hypsinephes là một loài bướm đêm trong họ Geometridae.